# プロゴルフ協会
プロゴルフ協会（プロゴルフきょうかい、英語：Professional Golfers' AssociationもしくはProfessional Golfers Association）は、男子プロゴルファーの団体を指す名称である。英語ではPGAと略称で表されることが多い。世界規模での男子プロゴルフ協会としては、いくつかの団体が存在しており、その中には
- 英国およびアイルランドプロゴルフ協会（英語版）
- 全米プロゴルフ協会

も含まれる。
女子の団体としては、女子プロゴルフ協会（Ladies Professional Golf Association）が存在する（略称LPGA）。普通は、アメリカの女子プロゴルファーの団体がこの名前で呼ばれている。つまり、通常LPGAというと、全米女子プロゴルフ協会のことを指す。一般に、米国以外の地域の女子プロゴルフ協会はその地域の名前を団体名の一部に採り入れている。したがって、日本女子プロゴルフ協会（＝LPGA of Japan）、あるいは韓国女子プロゴルフ協会（LPGA of Korea）といった呼び方となる。
世界の二大プロゴルフトーナメントを運営する団体が、その名前にPGAの文字を使用しているが、現在ではプロゴルフ協会とは別の、独立した団体である。
「PGAツアー」（PGA Tour）は、PGAツアー、ウェブドットコムツアー、チャンピオンズツアー、PGAツアー・カナダ（PGA Tour Canada）、PGAツアー・ラティーノアメリカ（PGA Tour Latinoamérica）、PGAツアー・チャイナ（PGA Tour China）の運営を管理している。
「ヨーロピアンツアー」（PGA European Tour）は、ヨーロピアンツアー、チャレンジツアー（Challenge Tour）、ヨーロピアンシニアツアーの運営を管理する。
当初、プロゴルフ協会は、各地域のプロゴルフに関わるあらゆる種類の事柄の中心となる存在だったが、今では全米プロゴルフ協会にせよ、全英プロゴルフ協会にせよ、プロゴルファーの大多数を占め、ツアープロ（トーナメントプロ）とは対照的な立場にいる、クラブプロ、あるいはティーチングプロを務めている人々の要望に特化して対応している。